# Walter Richard Sickert
Walter Richard Sickert (Múnich, Alemania, 31 de mayo de 1860 - Bath, Inglaterra, 22 de enero de 1942) fue un pintor impresionista inglés de origen alemán y que también vivió en Francia. Es considerado uno de los artistas más importantes de Inglaterra, y aunque no era inglés, ha sido relacionado con la figura de Jack el Destripador.

## Biografía
Su padre, Oswald, era danés-alemán y su madre, Eleanor, era anglo-irlandesa. Sickert fue un personaje cosmopolita que prefirió retratar escenas urbanas de gente ordinaria como sujeto principal en sus obras. Fue hijo y nieto de pintores, pero al principio intentó una carrera de actor y apareció con pequeños papeles en la compañía de Sir Henry Irving antes de comenzar sus estudios de arte como asistente de James McNeill Whistler.

## Trayectoria
Más tarde fue a París y conoció a Edgar Degas, cuyos innovativos usos pictóricos de espacios y énfasis en el dibujo debió haber tenido un efecto poderoso en el propio trabajo de Sickert.

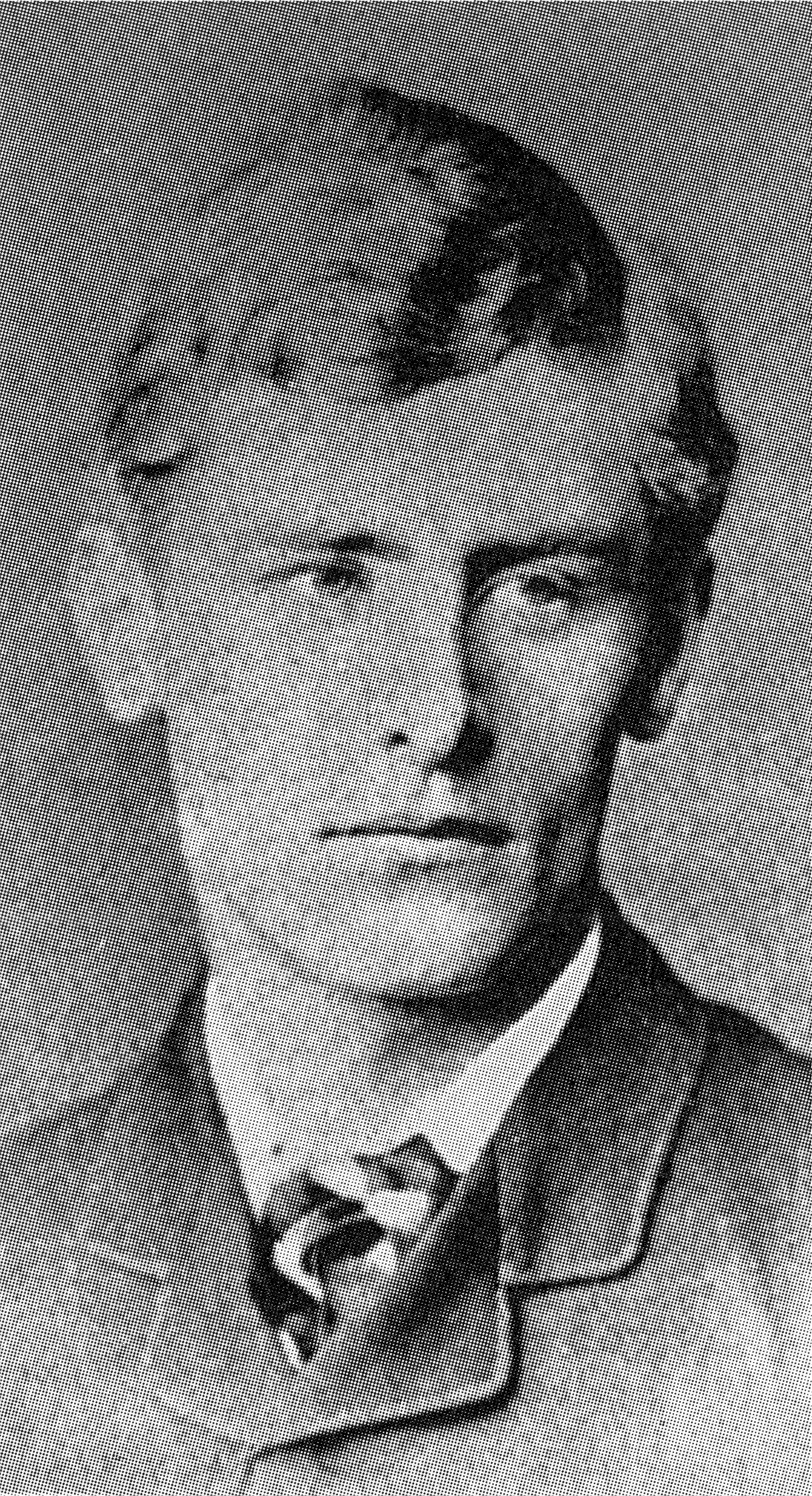
Walter Richard Sickert en 1884.

Desarrolló una visión personal del impresionismo, favoreciendo una coloración sombría que a veces producía un efecto artificial y llamativo. Muchos de sus primeros trabajos fueron representaciones de escenas en teatros de variedades de Londres, representadas a menudo, desde un punto de vista complejo y ambiguo, de modo que la relación espacial entre el público, ejecutante y orquesta es a menudo confusa, pues las figuras gesticulan y otras se reflejan en espejos. Algunos gestos aislados parecen estar alcanzando hacia afuera a nadie en particular, y miembros del público son retratados estirados, mirando con fijeza cosas que yacen más allá del espacio visible. Este tema acerca de la comunicación confusa y fallida entre la gente se convirtió en una característica regular de su arte. Muchos de estos cuadros fueron exhibidos en el New English Art Club, un grupo de artistas realistas influenciados por los franceses, límite entre la respetabilidad y la pobreza.

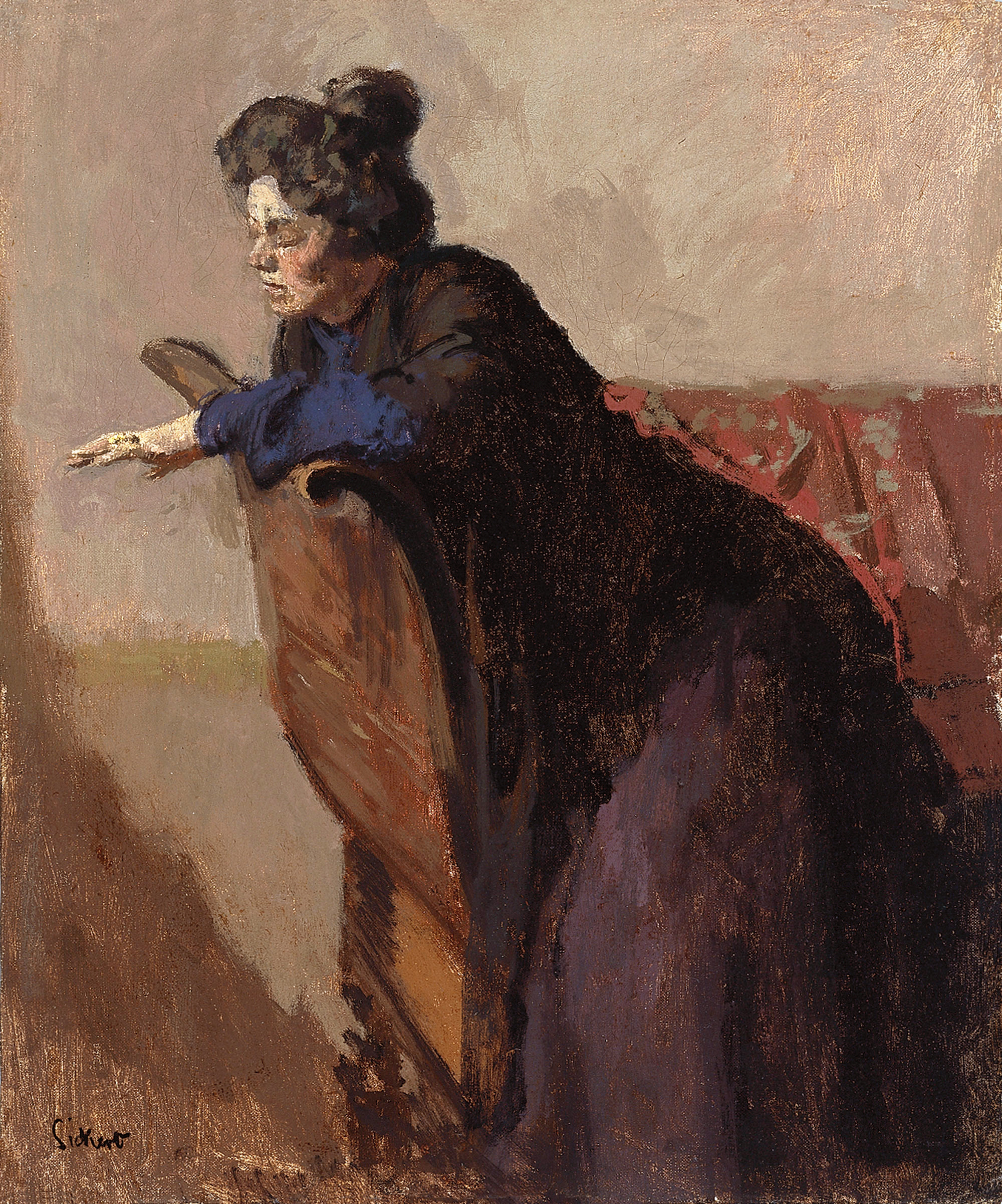
La Giuseppina, the Ring, de Walter Sickert (1903-1905)

En 1907 se interesó en el "Crimen de la ciudad de Camden", el asesinato de una prostituta local. Pintó varias versiones de una escena en la cual, un hombre gordo se sienta con una actitud de desesperación al costado de una cama, mientras una mujer desnuda regordeta se recuesta en ella. A veces la exhibió con el título: ¿Qué tenemos que hacer por el alquiler? (implicando que el hombre está sentado preocupado por deudas mientras su esposa duerme), otras veces como El Crimen de la ciudad de Camden (que implica que el hombre acaba de matar a la mujer a su lado). Este juego en interpretaciones múltiples de la misma escena fue un desarrollo del género Victoriano.
Es considerado una figura excéntrica de la transición del impresionismo al modernismo, y como influencia importante en el estilo británico del arte de avanzada del siglo XX. Fue uno de los fundadores del colectivo de pintores conocido como Camden Town Group, de tendencia posimpresionista.
Uno de los amigos más cercanos de Sickert y partidario suyo, fue el Barón Lord Beaverbrook, quién acumuló la más grande colección de pinturas simples de Sickert en el mundo. Esta colección, con la correspondencia privada entre Sickert y Beaverbrook, está en la Beaverbrook Art Gallery en Fredericton, Nuevo Brunswick, Canadá.

## La Teoría del Destripador

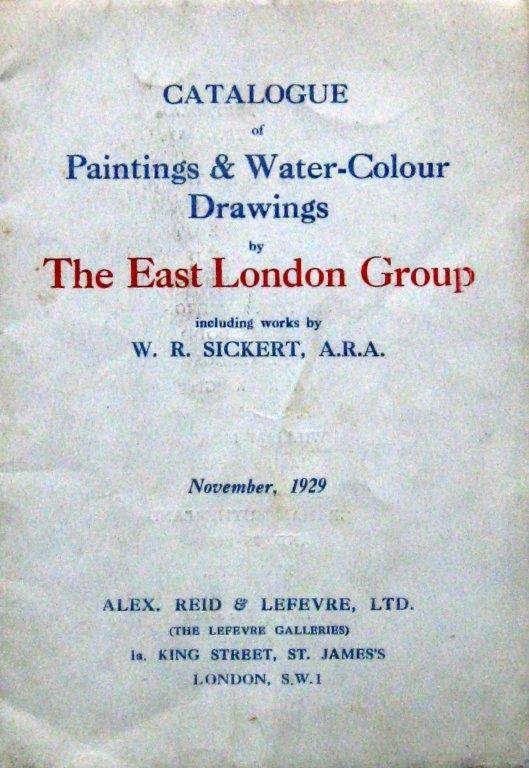

En años recientes, el nombre de Sickert ha estado conectado con Jack el Destripador. Sickert mismo estaba interesado en el crimen y comentó que él se había alojado en el cuarto que utilizó el asesino múltiple, siendo esta afirmación realizada por su casera la cual sospechaba del huésped anterior. Pintó el cuarto, dándole el título de El cuarto de Jack el Destripador, retratándolo oscuro, empollado, casi en un espacio ininteligible. La pintura está en la galería de arte de la ciudad de Mánchester.
En 1976, Stephen Knight afirmó en su obra Jack the Ripper: The Final Solution, que Sickert había sido forzado a participar como cómplice en los asesinatos del Destripador. Esta información fue proporcionada por un hombre que alegó ser hijo ilegítimo de Sickert. De esto se desarrolló la popular teoría de la conspiración monárquico-masónica. Jean Overton Fuller, en Sickert y los Crímenes del Destripador (1990), clamaba que Sickert era el asesino real en vez de apenas un cómplice. Las opiniones de Knight y Fuller no han sido extensamente aceptadas entre los eruditos del Destripador.
La novela-ensayo de Patricia Cornwell "Retrato de un asesino. Jack el Destripador. Caso cerrado" supone la obra más actual que vuelve a traer a la luz pública la nominación de Walter Sickert a la identidad de Jack el Destripador (hipótesis que se comenta en el apartado siguiente).
Pero la figura de este artista había sido asociada a las matanzas victorianas en función de propuestas en extremo dudosas ya desde larga data.
Rastreando en la implicación del pintor con los homicidios del East End londinense cabría tener presentes las narraciones que el propio esteta hacía circular en reuniones sociales, en las cuales era bien conocido por su histrionismo y por su afán de constituirse en centro de la atención. De tal modo, pretendería que los arrendadores de una casa de huéspedes donde se alojó le contaron que el anterior inquilino de esa habitación había sido un acomplejado estudiante de veterinaria con extraños hábitos, a quien sus padres vinieron a buscar y lo trasladaron a la localidad de Bournemourth, de donde era oriundo, para internarlo en un hospital psiquiátrico.
El motivo: ocultar la vergüenza, dado que su demente hijo era el homicida en serie de Whitechapel intensamente buscado por la policía de Scotland Yard, y a quien también se conocía bajo el tenebroso alias delictivo de Jack el Destripador.
Como puede apreciarse, el impresionista se introdujo por sí solo en la trama de aquellos sórdidos crímenes. Pero andando el tiempo otras personas estarían ansiosas de involucrarlo a su pesar. El inicial de estos acusadores lo conformó Mr.Joseph Gorman el cual adujo, sin pruebas convincentes, ser su hijo natural y, asimismo, sostuvo que su madre Alice Margaret Crook (presunta amante de Sickert) devenía hija natural del príncipe Alberto Víctor.
El imaginativo Gorman suministraría material a un emprendedor periodista llamado Stephen Knight, quien en el año 1976 publicó un ensayo revolucionario en la historia de aquellos misteriosos asesinatos victorianos titulado "Jack el Destripador. La Solución Definitiva".
En dicha emergencia, por primera vez la imagen del gran pintor impresionista se confunde con el personaje criminal, en tanto se pretende que configuró el tercer participante de una conjura monárquico-masónica para finiquitar a las cinco prostitutas que fueron víctimas de aquel maníaco.
El cargo de primordial ejecutor se le reserva en esta versión al médico imperial Sir. William Withey Gull. Por su parte, Walter Sickert y el cochero John Charles Netley secundarían al funesto facultativo durante sus incursiones nocturnas por los barrios bajos en busca de presas humanas.
La teoría de la conspiración resultó objeto de fuertes críticas y, por ende, el papel allí asignado a Sickert devino muy cuestionado y poco creíble.
Así por ejemplo se expresó con escepticismo: 

Stephen Knigth responde diciendo que Walter Sickert era también el Destripador, que acompañó a Gull en sus expediciones asesinas y podría haber matado a alguna de las víctimas... ¿Acaso esto significa que Sickert fuese Jack el Destripador? casi seguramente no. Los artistas y los escritores pueden adquirir una morbosa obsesión por los asesinatos pero nunca se ha sabido de un artista que cometiera un asesinato premeditado...

Comentando la teoría de la conspiración planteada por Stephen Knigth, donde se sugiere a Sickert como el tercer integrante directo del complot para asesinar a las víctimas de Jack el Destripador, se ha apuntado asimismo: 

...Walter Sickert interviene en el primer plano de esta trama ya que -a estar a la misma- a él se le había encomendado por cuenta de su amiga la princesa Alejandra, madre de Alberto Víctor, una suerte de educación social del joven de sangre real. La tarea del artista, pues, consistía en hacer conocer al inexperto príncipe la vida mundana de los cabarets, las fiestas y una amplia gama de entretenimientos que abarcaban incursiones por el bajo East End, incluido el sórdido aunque excitante distrito de Whitechapel.

E incluso antes, por el mes de noviembre del año 1970, había salido a la luz pública un artículo periodístico en la edición de la revista The Criminologith suscrito por el anciano médico Dr. Thomas Stowell donde se propone a un homicida de Whitechapel de sangre real o, al menos, de prominente condición social, y en ese relato se encubre el nombre del culpable refiriéndose al mismo como Mr. "S". 
En un principio se creyó que bajo ese apodo se escondía la identidad del príncipe Alberto Víctor, duque de Clarence. Algunos comentaristas consideraron luego que en verdad se trataba de James Kenneth Stephen, amigo íntimo y preceptor de hecho del joven aspirante al cetro imperial. Ambos hombres fallecerían al poco tiempo: el príncipe en 1892, y su amigo durante 1890, internado en un hospital aquejado de una enfermedad mental.
Sin embargo, otros autores creyeron advertir en el misterioso Mr "S" de aquella narración a la persona de Walter Richard Sickert, cuyo apellido comienza con dicha consonante.
Así fue como el célebre y extravagante pintor impresionista iría aproximándose a interpretar el rol del sanguinario psicópata cuyas sangrientas hazañas aparentemente lo obsesionaron durante toda su vida.

### Intervención e investigación de Patricia Cornwell en el caso

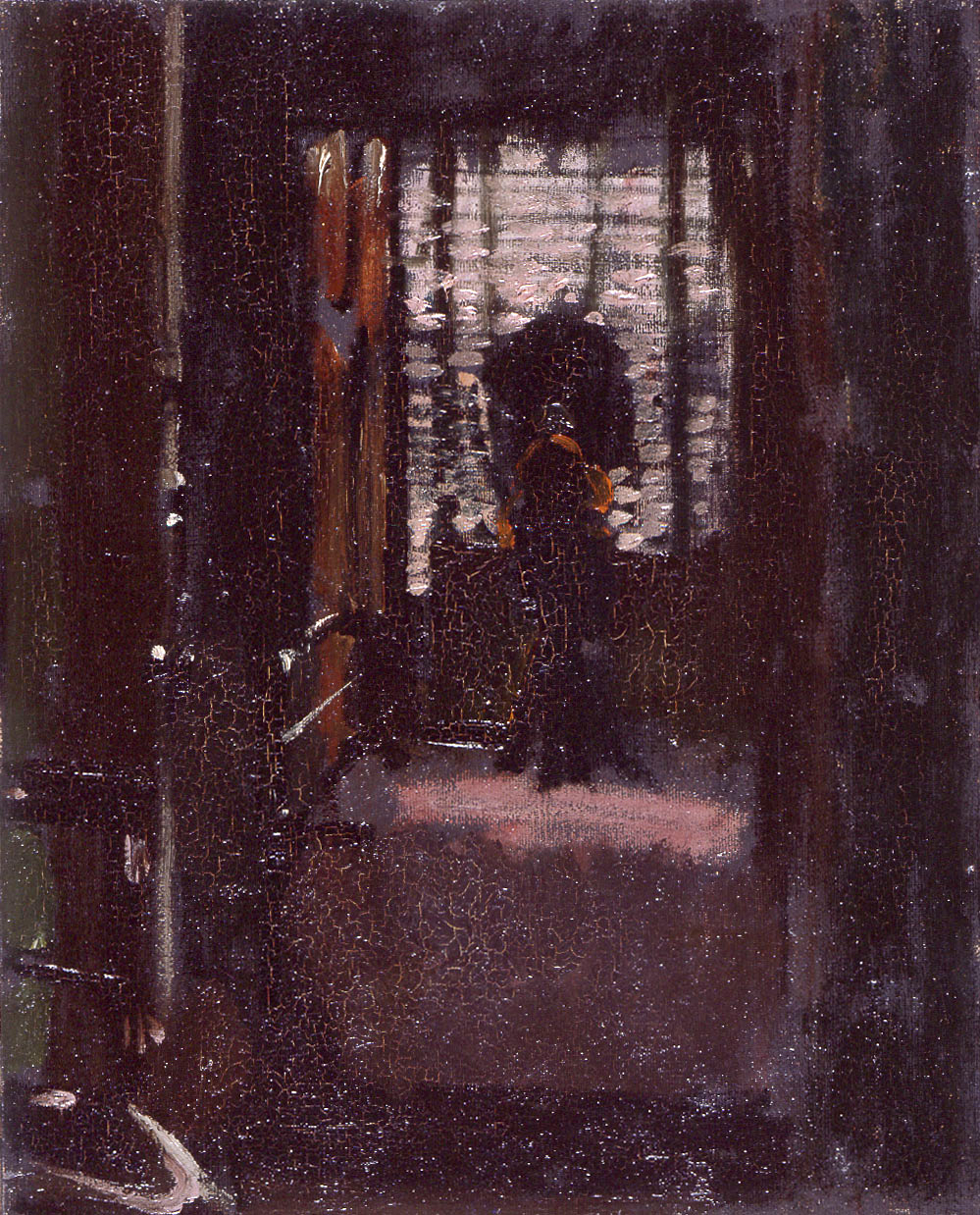
Jack the Ripper's Bedroom

En 2002, la novelista criminal Patricia Cornwell, en Retrato de un Asesino. Jack el Destripador - Caso Cerrado, presentó su teoría en la cual Sickert era responsable de los crímenes. También planteó que él cometió otros crímenes. Basó sus aserciones en comparaciones de ADN, opiniones sobre las pinturas de Sickert y bosquejos, y la sugerencia que Sickert tenía un pene deformado de nacimiento, que lo hacía incapaz de la cópula sexual.
Cornwell compró 31 pinturas de Sickert y se dice que destruyó una o más de ellas buscando el ADN de Sickert, cuestión que ella niega. Testeó numerosos sellos y sobres que creyó que había lamido Sickert, buscando ADN, y comparando con los sobres y sellos de las presuntas cartas escritas por Jack el Destripador. La mayoría de ellas no contenían evidencia de ADN, lo cual no sorprendió a nadie, considerando lo viejas que son y como fueron tratadas a lo largo de los años. Informó que, en un caso, el ADN mitocondrial, que asume proviene de Sickert, no puede ser eliminado pues existe una coincidencia con el ADN mitoncondrial encontrado en una de las cartas enviadas por Jack el Destripador.
Críticos de su teoría hacen notar que las comparaciones solo se han focalizado en el ADN mitocondrial, el cual, dependiendo de la opinión del experto de turno, podrían ser compartidos entre el 10% y el 1% de la población. Dado el número de personas que manejó las muchas cartas, encontrar una coincidencia con cualquier muestra de ADN mitocondrial, en un cierto punto, sería altamente probable. Los críticos también notan que la mayoría, sino todas, las cartas que existen se cree (algo realzado por la mayoría de los expertos en el caso del destripador, incluyendo Scotland Yard), son bromas. Incluso, si Cornwell pudiera probar en algún momento que Sickert escribió una o más de las cartas que demandaban ser del destripador, esa no sería prueba que él fuese realmente el asesino.
La afirmación de Cornwell, acerca que Sickert tenía un pene deformado también ha sido controvertida. El artista fue conocido por tener muchas esposas y amantes, según se informa, dando por resultado varios hijos (incluyendo Joseph Sickert, el hombre de quien Knight tomó la teoría de la Conspiración Real). Esto parecería convertir la teoría de que Sickert no podría tener relaciones sexuales, en inverosímil. Además, el doctor al que Sickert visitó por su problema de la fístula, normalmente no trataba penes, sino que era más bien un proctólogo. 
Lo más problemático para la teoría de Cornwell es el hecho que un número de cartas de la familia Sickert, ubican al artista de vacaciones en Francia por un período que se solapa con las fechas de la mayoría de los asesinatos canónicos del destripador. Cornwell y sus partidarios argumentan que él habría podido viajar en barco de nuevo a Londres y después volver a Francia en todas estas ocasiones, pero no han mostrado ninguna prueba de que lo hiciera.
Otro elemento sobre el fin de la historia de Jack el destripador y la relación de Sickert en la misma, es en relación con la hija, fruto del matrimonio secreto del príncipe Alberto Victor con la joven católica Annie Elizabeth. Tras la muerte del padre en extrañas circunstancias y la reclusión de la madre en un centro psiquiátrico. Sickert, conocedor de los hechos se hizo cargo de la criatura llamada Alice Margaret, con la que contraería matrimonio años más tarde.